# Adam Białoszyński
Adam Białoszyński (ur. 18 grudnia 1890 w Poznaniu, zm. 12 lipca 1949 w Psarskim) – bosman w marynarce niemieckiej, kapitan Wojska Polskiego.

## Życiorys
Syn Wojciecha i Agnieszki. Urodzony przy ulicy Żurawiej 7/5 w Poznaniu, w którym spędził dzieciństwo. 
Około 1910 roku został powołany do niemieckiej marynarki wojennej, gdzie odbył służbę wojskową w okresie zaboru pruskiego. W trakcie I Wojny światowej został przydzielony do załogi okrętu Kaiseliche Marine Kommando SMS „Preußen”. W związku z narastającymi nastojami powstańczymi w maju 1918 roku zdezerterował, uciekając z lazaretu.

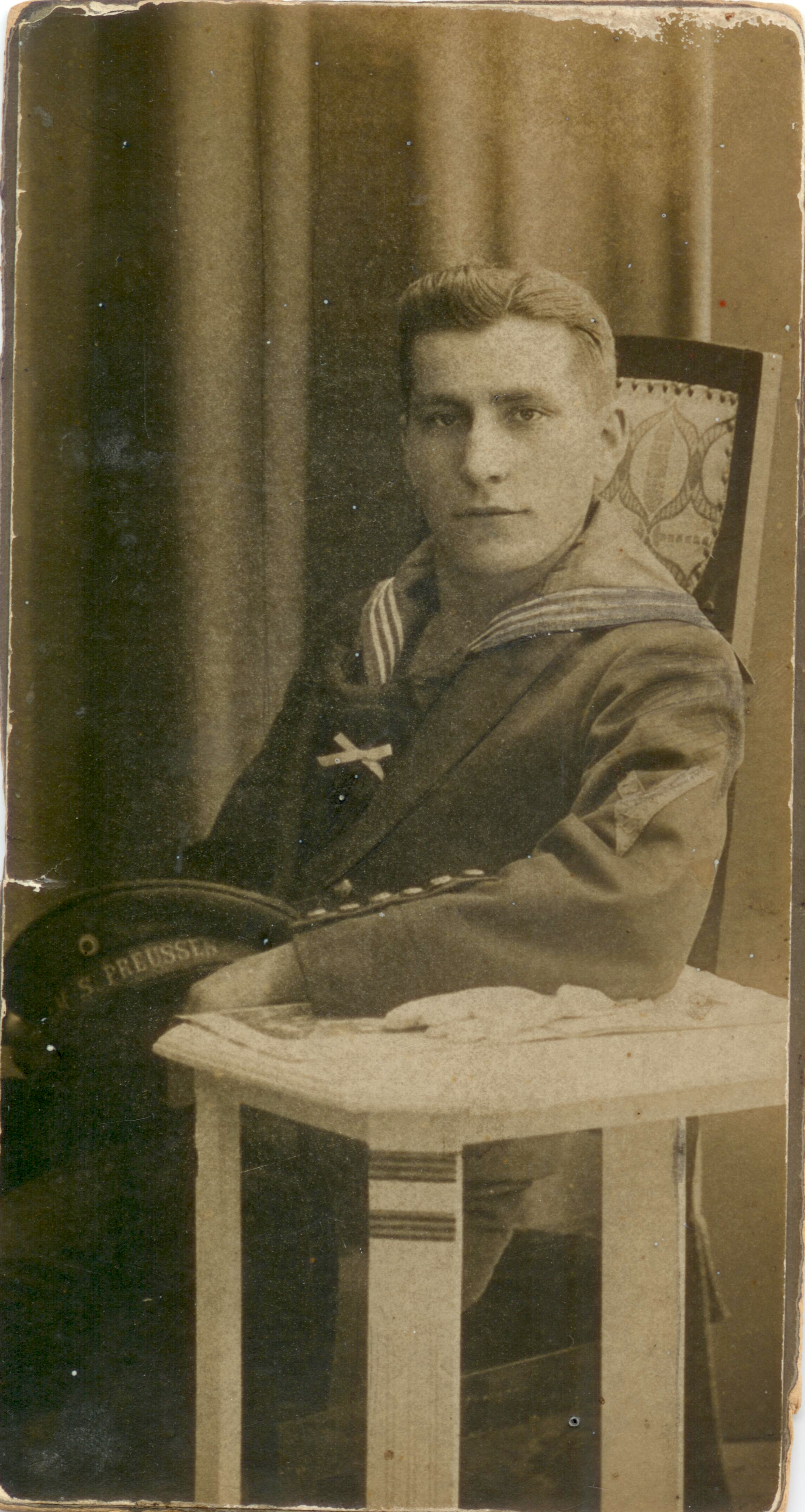
bsm. Adam Białoszyński w Kaiseliche Marine (1910)

Jako dezerter z byłej armii niemieckiej już od listopada 1918 r. organizował IV Kompanię Marynarzy Powstańców Wielkopolskich, która wchodziła w skład batalionu Służby Straży i Bezpieczeństwa Marynarzy w Poznaniu. Przed wybuchem powstania działali w konspiracji pod nazwą „Oddział Marynarzy Powstańców dla walk o zjednoczenie ziem Polskich”. Jego utworzenie miało miejsce 5 grudnia 1918 roku w kawiarni „Zielona” przy ul. Wrocławskiej 18. Marynarze Białoszyńskiego stanowili oficjalną ochronę Ignacego Jana Paderewskiego podczas jego pobytu w Poznaniu. 
Podczas powstania wielkopolskiego, 27 grudnia 1918 roku IV Kompania zdobyła koszary 47 pułku piechoty, ogniem zaporowym ostrzeliwała koszary 6 pułku grenadierów na Grunwaldzie, uniemożliwiając im działania w centrum miasta, zdobyli także Fort VII oraz Dworzec Główny, a  6 stycznia 1919 roku brali udział w zdobyciu lotniska Ławica.  W czasie walk z załogą byłego 6 pułku grenadierów został lekko ranny w głowę.
Po akcji powstańczej w Poznaniu bosman Adam Białoszyński wyruszył na czele kompanii marynarzy w styczniu 1919 roku na odcinek Frontu Północnego pod Szubin, Łabiszyn, Żnin, Tury, Rynarzewo, Brońsko, Samoklęski. Kompania liczyła ok. 300 marynarzy, a później nawet 500. W walkach pod Rynarzewem, gdzie zdobyli pociąg pancerny, zginęło około 15 marynarzy, a dowódca Adam Białoszyński został ciężko ranny.
Po zakończeniu walk powstańczych i wyleczeniu awansował na stopień kapitana Wojska Polskiego i został komendantem Dworca Głównego w Poznaniu, a w maju 1919 roku dowódcą III Batalionu 73 Pułku Piechoty w Kępnie. Na czele tego batalionu brał udział w walkach podczas III powstania śląskiego. Będąc zastępcą dowódcy pułku, wkroczył w 1922 roku wraz z pułkiem na Śląsk, na którym służył do grudnia 1923 roku.
Po zakończeniu walk powstańczych i wyleczeniu awansował na stopień kapitana Wojska Polskiego i został komendantem Dworca Głównego w Poznaniu, a następnie został dowódcą III Batalionu 73. Pułku Piechoty w Kępinie.
W 1921 r. kapitan Adam Białoszyński jako dowódca 73. Pułku Piechoty walczył w III Powstaniu Śląskim, a w 1922 roku w defiladzie wkraczał ze swoim oddziałem do miasta Bytomia. W pułku tym służył jeszcze do grudnia 1923 roku.
Po zakończeniu walk powstańczych wrócił do Poznania. W 1921 ożenił się z Zofią Jagodzińską z Psarskich niedaleko Kiekrza. W latach 1923–1939 zajmował się rolnictwem w gospodarstwie żony. Pierwszym ich dzieckiem była córka Halina (ur. 1922), następnie syn Mirosław (ur. 1923), córka Eugenia (ur. 1925), syn Bogdan, (ur. 1928) oraz córka Lubomira (ur. 1930).

Służbę czynną zakończył w 1928 roku.  W 1932 roku wraz z kolegami – marynarzami brał udział w odsłonięciu Pomnika Wdzięczności Chrystusa Króla na dzisiejszym placu Adama Mickiewicza w Poznaniu. Był fundatorem i członkiem w nadaniu aktu erekcyjnego budowy Szkoły Podstawowej w Kiekrzu.

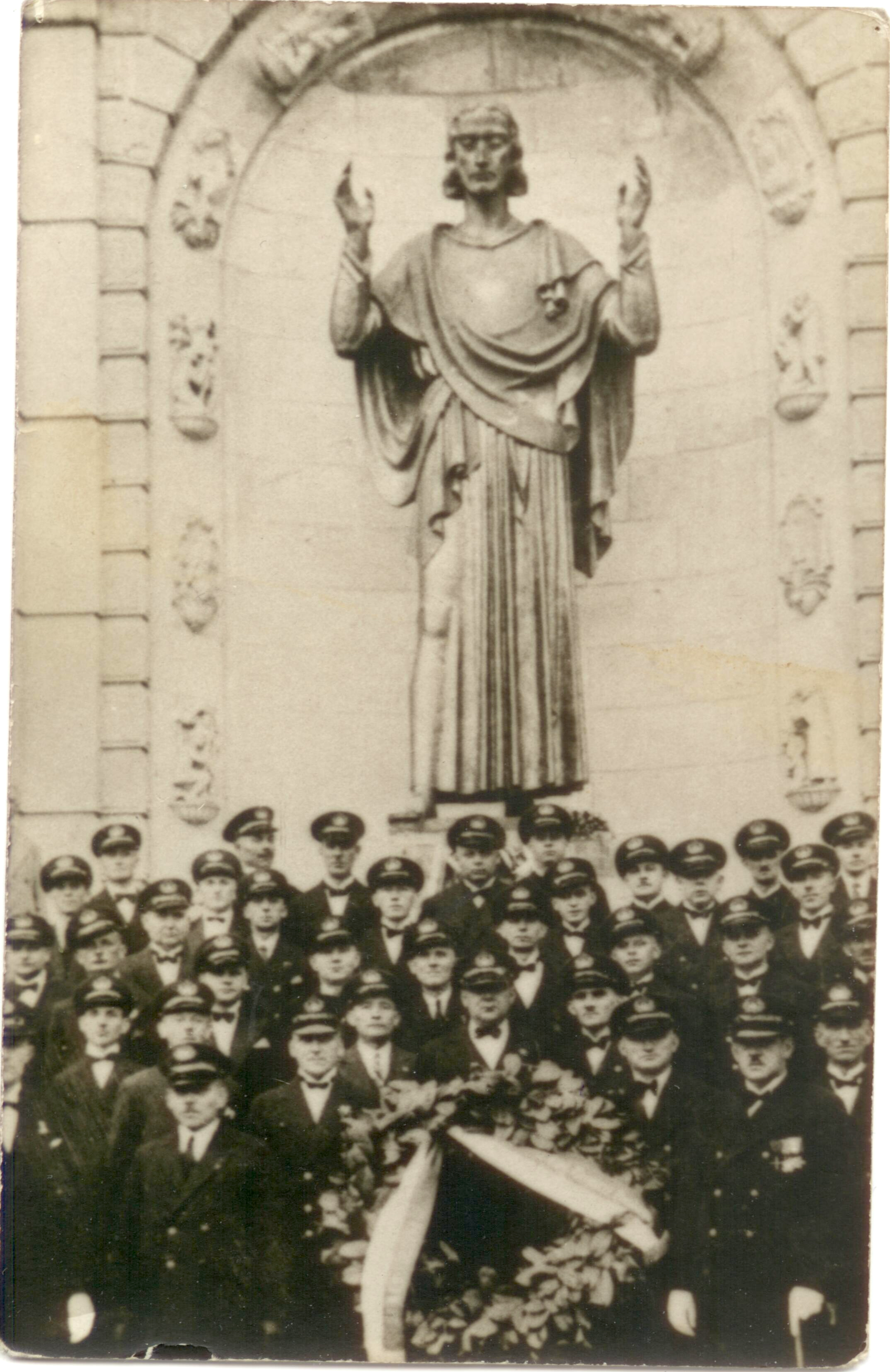
IV Kompania Marynarzy podczas odsłonięcia Pomnika Wdzięczności Chrystusa Króla (1932)

W 1933 r. w 15. rocznicę Powstania Wielkopolskiego IV Kompania Marynarzy Powstańców Wielkopolskich 1918-1919 ufundowała swój sztandar. Obecnie znajduje się on w Muzeum Wojskowym na Starym Rynku w Poznaniu. 
W 1936 r. Adam Białoszyński wraz z żoną Zofią rozumiejąc i popierając ideę popularyzacji żeglarstwa, przekazał ponad hektara gruntu na wschodnim brzegu jeziora Kierskiego poznańskiemu okręgowi LMiK tworząc Poznański Klub Morski. 
Był starostą dożynek w 1937 r. 
W 1939 r. w chwili ⁣⁣ataku na Polskę⁣⁣ ukrył swój mundur powstańczy, laskę kapitańską, szablę i inne cenne dokumenty. Losy tych przedmiotów nie są znane.
W 1940 r. Białoszyńscy i Jagodzińscy zostali wysiedleni przez okupanta do Chełmna Lubelskiego, gdzie Adam pracował w gospodarstwie rolnym. Później został przeniesiony wraz z rodziną do Putonowic i Ewusina. W tym czasie Adam działał w Armii Krajowej na terenie województwa lubelskiego. 
Wiosną 1945 r. powrócił do rodzinnego Psarskiego koło Kiekrza, gdzie przebywał aż do śmierci. Zmarł po ciężkiej chorobie 12 lipca 1949 r. w Poznaniu i 15 lipca 1949 r. o godzinie 9 został pochowany na cmentarzu parafialnym w Kiekrzu.

## Ordery i odznaczenia
Został odznaczony następującymi odznaczeniami:
- Wielkopolski Krzyż Powstańczy

- Odznaka pamiątkowa (powstańca broni) za udział w powstaniu wielkopolskim 1918-1919

- Odznaka pamiątkowa za waleczność byłej naczelnej komendy straży ludowej byłego zaboru pruskiego. Odznaka ze złocistym wieńcem wawrzynowym (24 listopada 1922)

- Odznaka 69. Pułku Piechoty z Gniezna (1927 r.)

## Upamiętnienie
- 5 grudnia 1938 r. na kamienicy kawiarni „Zielona” przy ul. Wrocławskiej w Poznaniu wmurowano pamiątkową tablicę poświęconą IV Kompanii Adama Białoszyńskiego. Wykonawcą tablicy i jej autorem był artysta malarz Jan Bakalarczyk. W dniu wybuchu II wojny światowej Adam Białoszyński wydał kolegom polecenie ściągnięcia tablicy i przechowania jej. Po wojnie została przekazana do Muzeum Narodowego w Poznaniu. Ponowne jej zawieszenie nastąpiło 28 grudnia 1993 r. dzięki staraniom Teofila Różańskiego. Każdego roku, w rocznicę wybuchu Powstania Wielkopolskiego są tam składane kwiaty i znicze. Wartę honorową zaciągają rekonstruktorzy historyczni w mundurach powstańczych i marynarskich.[4]

- Jego imię nosi Poznański Klub Morski LOK, którego wraz z żoną Zofią był fundatorem i działaczem.

- Funkcjonuje Koło Rodzin Marynarzy Powstańców Wielkopolskich 1918-1919

- 18 grudnia 2014 r. odbyła się uroczystość poświęcenia dziewięciu tablic Powstańców Wielkopolskich 1918-1919 spoczywających na cmentarzu w Kiekrzu.

- We wrześniu 2017 zainstalowano przez Zarząd Dróg Miejskich w Poznaniu tablicę informacyjną „SIM” pod Tablicą Marynarzy Powstańców Wielkopolskich 1918-1919 na budynku przy ul. Wrocławskiej 18. Tekst tablicy opowiada o kapitanie Adamie Białoszyńskim jako dowódcy, o marynarzach i samej oryginalnej tablicy.

- Zdjęcia i pamiątki po IV Kompanii i samym Adamie Białoszyńskim są do obejrzenia w Muzeum Powstania Wielkopolskiego 1918-1919 w Lusowie na stałej wystawie oraz w Muzeum Wojskowym na Starym Rynku w Poznaniu.
- Jego imieniem nazwana jest ulica w poznańskim Kiekrzu i Lusowie[5][6], a w 2021 roku w Poznaniu[7].